# Charles de Thierry
Charles Philippe Hippolyte, baron de Thierry (Graves, Pays-Bas, avril 1793 - Auckland, 8 juillet 1864) est un aventurier français qui s'est proclamé roi de Nouvelle-Zélande en 1835.  
Charles Lavaud estime que si le baron avait été appuyé en 1837-1838, la Nouvelle-Zélande serait française. 

## Biographie
Fils de parents français émigrés à Londres, il entre dans la carrière diplomatique comme attaché à l'ambassade de France à Londres (1815). Il effectue alors diverses missions aux Pays-Bas et en Espagne avant de quitter la diplomatie. 
Il étudie ensuite à Oxford (1819) et Cambridge (1820) où il rencontre en 1821 deux chefs néo-zélandais que le révérend Kendall a ramenés en Angleterre. Grâce à Kendall, il achète pour 20 000 francs de terres au bord de la baie des Îles et le long de la rivière Hokianga dans l'île Nord de la Nouvelle-Zélande. 
Thierry propose alors dès 1824 des projets de colonisation de l'archipel au gouvernement britannique puis hollandais. Finalement, il s'adresse au ministre de la marine française, Damas, en avril 1825 et lui expose la création d'une vaste colonie sur ses terrains contre une indemnité et le titre de gouverneur. 
Si le gouvernement français ne rejette pas entièrement le projet, il lui est répondu que la France a surtout besoin d'escales pour ses navires dans le Pacifique plus que de colonies agricoles. Jules Dumont d'Urville est alors envoyé en avril 1826 pour examiner sur place l'effectivité des droits du baron Thierry. 
Le projet semble ensuite oublié pendant une dizaine d'années. Thierry vit entre Paris et les Antilles puis décide en 1835 de se rendre sur ses terres néo-zélandaises. Il se proclame alors roi de Nouvelle-Zélande et s'embarque avec femme et enfants ainsi qu'un aide de camp. 
De passage à Panama, il propose à la Colombie le projet d'un canal interocéanique puis s'arrête aux Marquises où il annexe l'île de Nuku Hiva pour son royaume (juin 1835). Il y donne un drapeau azur et cramoisi, des armoiries et y devient le roi Charles Ier. 
Il arrive en juillet 1835 à Tahiti où il va demeurer deux années mais, à court d'argent, se rend à Sydney (juillet 1837) où il stipule aux puissances sa future prise de possession de la Nouvelle-Zélande. Il ne soulève alors que raillerie. 
Le 4 novembre 1837, il débarque avec grandes frasques à la baie des Iles avec sa famille et une centaine d'hommes recrutés en Australie et des provisions pour trois semaines. Il découvre rapidement que ses droits sont inexistants, ses terres sont occupées par d'autres et que, malgré ses discours et proclamations solennelles, les Européens l'ignorent et les Maoris se moquent ouvertement de lui et lui attribue même le nom de Roi Dukanoa (roi sans terre). 
Seuls quelques chefs lui vendent un terrain pour qu'il construise sa maison que Thierry nomme Mont Isabelle, en l'honneur de sa femme. En janvier 1838, il est rejoint par Mgr Jean-Baptiste Pompallier. Bien que protestant, il favorise son installation à Kororareka, espérant convaincre ainsi les ministères de la Marine et des Affaires étrangères à reconnaître ses droits. Il demande aussi de l'argent et l'envoi de colons français. Il fait même intervenir son frère, François, auprès du ministre de la Marine Rosamel plutôt favorable à ses idées. Malheureusement, son successeur, Guy-Victor Duperré, estime les droits du baron Thierry trop fragiles et la puissance de l'Angleterre trop importante. 
Tout ceci explique l'embarras des divers navires français de passage en Nouvelle-Zélande vis-à-vis de Thierry. Jean-Baptiste Cécille ainsi, en juillet 1838, l’ignore totalement ; Abel Dupetit-Thouars s'avère favorable à l'annexion de l'île Sud et, en avril-mai 1840, Dumont d'Urville reçoit les doléances du baron mais ne le considère pas. Charles Lavaud, en juillet 1840, l'écoute plus et estime que si le baron avait été appuyé en 1837-1838, la Nouvelle-Zélande serait française. 
En 1840, le Royaume-Uni annexe entièrement la Nouvelle-Zélande. Le baron Thierry est ruiné. Il continue à vivre dans sa maison de Kororareka. Lavaud tente de le faire nommer consul de France en Nouvelle-Zélande, sans résultat. En 1843, Thierry, lors de l'annexion des Marquises, tente de faire valoir ses droits et demande une indemnité. Nouvel échec. 
Parti en Californie en 1850, il vit ensuite quelques années à Honolulu où il est employé du consulat de France. De retour en Nouvelle-Zélande en 1864, il y meurt dans l'oubli total. 
Il est inhumé au Symonds Street Cemetery (en).